# Campeonato Piauiense de Futebol de 2019
O Campeonato Piauiense de Futebol de 2019 foi a 79ª edição do campeonato estadual do Piauí. No total, o campeonato atribuiu duas vagas para a Copa do Brasil de 2020 e uma para a Copa do Nordeste de 2020, além de duas vaga para a Série D do Brasileiro de 2020. O torneio foi organizado pela Federação de Futebol do Piauí (FFP), teve início em 20 de janeiro e fim no dia 13 de abril.

## Fórmula de disputa
O Campeonato Piauiense de 2019 foi disputado em 3 fases e teve início em 20 de janeiro e fim em 13 de abril. Na primeira fase, as seis equipes jogou entre si em jogos de ida e volta no sistema de pontos corridos (fase classificatória). Os quatro melhores colocados avançaram para as semifinais, que foi  disputadas em jogos de ida e volta. Os vencedores das semifinais disputaram a final também em jogos de ida e volta.
O campeão e o vice ganharam vaga na Copa do Brasil de 2020. Somente o campeão disputará a Copa do Nordeste de 2020. Além disso, o campeão estadual e o vice também disputaram a Série D do Brasileiro de 2020.

### Critérios de desempate
Caso duas equipes tenham o mesmo número de pontos ganhos em qualquer fase da competição, o método de desempate seguirá os seguintes critérios:
1. Maior número de vitórias;
2. Maior saldo de gols;
3. Maior número de gols marcados;
4. Maior número de pontos ganhos no "confronto direto";
5. Maior saldo de gols no "confronto direto";
6. Maior número de gols marcados no "confronto direto";
7. Sorteio público na sede da entidade.

## Fase Final
|  | Semifinais | Semifinais | Semifinais | Semifinais |   |          | Final | Final | Final | Final |
|  |            |            |            |            |   |          |       |       |       |       |
|  | Parnahyba  | 0          | 0          | 0          |   |          |       |       |       |       |
|  | River-PI   | 1          | 4          | 5          |   |          |       |       |       |       |
|  | River-PI   | 1          | 4          | 5          |   | River-PI | 3     | 3     | 6     |       |
|  |            |            |            |            |   | River-PI | 3     | 3     | 6     |       |
|  |            | Altos      | 2          | 0          | 2 |          |       |       |       |       |
|  | Altos      | Altos      | 2          | 0          | 2 | 1        | 2     | 3     |       |       |
|  | Altos      |            |            |            |   | 1        | 2     | 3     |       |       |
|  | 4 de Julho | 1          | 1          | 2          |   |          |       |       |       |       |

### Premiação
| Campeonato Piauiense de 2019 |
| ---------------------------- |
| RIVER Campeão (31.º título)  |

## Final

### Jogo de Ida
| Quarta-feira, 10 de abril | Altos                   | 2 – 3                  | River-PI                                           | Felipe Raulino, Altos                                                          |
| 15:45                     | Manoel 7' · Ancelmo 39' | Súmula FFP Borderô FFP | 59' (pen.) Eduardo · 54' Ramon Baiano · 80' Rhuann | Público: 1 039 pagantes Renda: R$ 12 040,00 Árbitro: FFP Diego da Silva Castro |

### Jogo de Volta
| Sábado, 13 de abril | River-PI                              | 3 – 0                  | Altos | Albertão, Teresina                                                             |
| 18:30               | Cris 25' · Bismarck 42' · Eduardo 57' | Súmula FFP Borderô FFP |       | Público: 4 735 pagantes Renda: R$ 71 595,00 Árbitro: FFP Diego da Silva Castro |

## Público

### Público por equipe
| Pos. | Equipe      | J | Acumulado | Maior | Menor | Média |
| ---- | ----------- | - | --------- | ----- | ----- | ----- |
| 1    | River-PI    | 6 | 10 343    | 4 735 | 646   | 1 723 |
| 2    | Parnahyba   | 5 | 6 390     | 1 711 | 795   | 1 278 |
| 3    | 4 de Julho  | 5 | 5 937     | 2 073 | 0     | 1 187 |
| 4    | Flamengo-PI | 5 | 3 979     | 1 125 | 391   | 795   |
| 5    | Altos       | 7 | 4 713     | 1 059 | 338   | 673   |
| 6    | Piauí       | 5 | 1 630     | 514   | 131   | 326   |